# Catrin Kahl
Catrin "Kattis" Margareta Kahl tidigare Jonsson, född 16 maj 1954 är en före detta svensk handbollsspelare.

## Klubblagskarriär
1972–1973 spelade Catrin Jonsson i Stockholms lag i Sverigecupen som kom tvåa i cupen. Hon kom fyra i skytteligan med 16 gjorda mål för Stockholm i cupen. Hon spelade semifinal i junior-SM som IK Bolton förlorade med ett mål till Stockholmspolisen IF /Artemis. I utomhushandbollen förlorade IK Bolton också 1973 mot KvIK Sport från Göteborg. Året efter kom man tvåa i damernas allsvenska och förlorade i slutspelet till Stockholmspolisen.
Under sina landslagsår 1972 till 1977 spelade Catrin Kahl för IK Bolton i Stockholm. Klubben vann fem SM-titlar men den sista vanns 1968 så Catrin Kahl har inga SM-guld på sin meritlista. Hennes övriga karriär är inte känd. 

## Landslagskarriär
Catrin Kahl debuterade i landslaget 21 oktober 1972 på bortaplan mot Norge. Sverige förlorade matchen med 2-11. Landslaget var under denna tid svagt och av hennes 30 landskamper vann Sverige 10 medan 18 slutade med förlust. Flera av vinsterna vanns mot Finland, Island och Frankrike, som på 1970-talet inte tillhörde eliten i damhandboll. Sista landskampen spelade hon mot Frankrike i Minden vid B VM 1977 och Sverige vann med 18-15. Hon lade 66 mål under sina landskamper.